# Archeologie

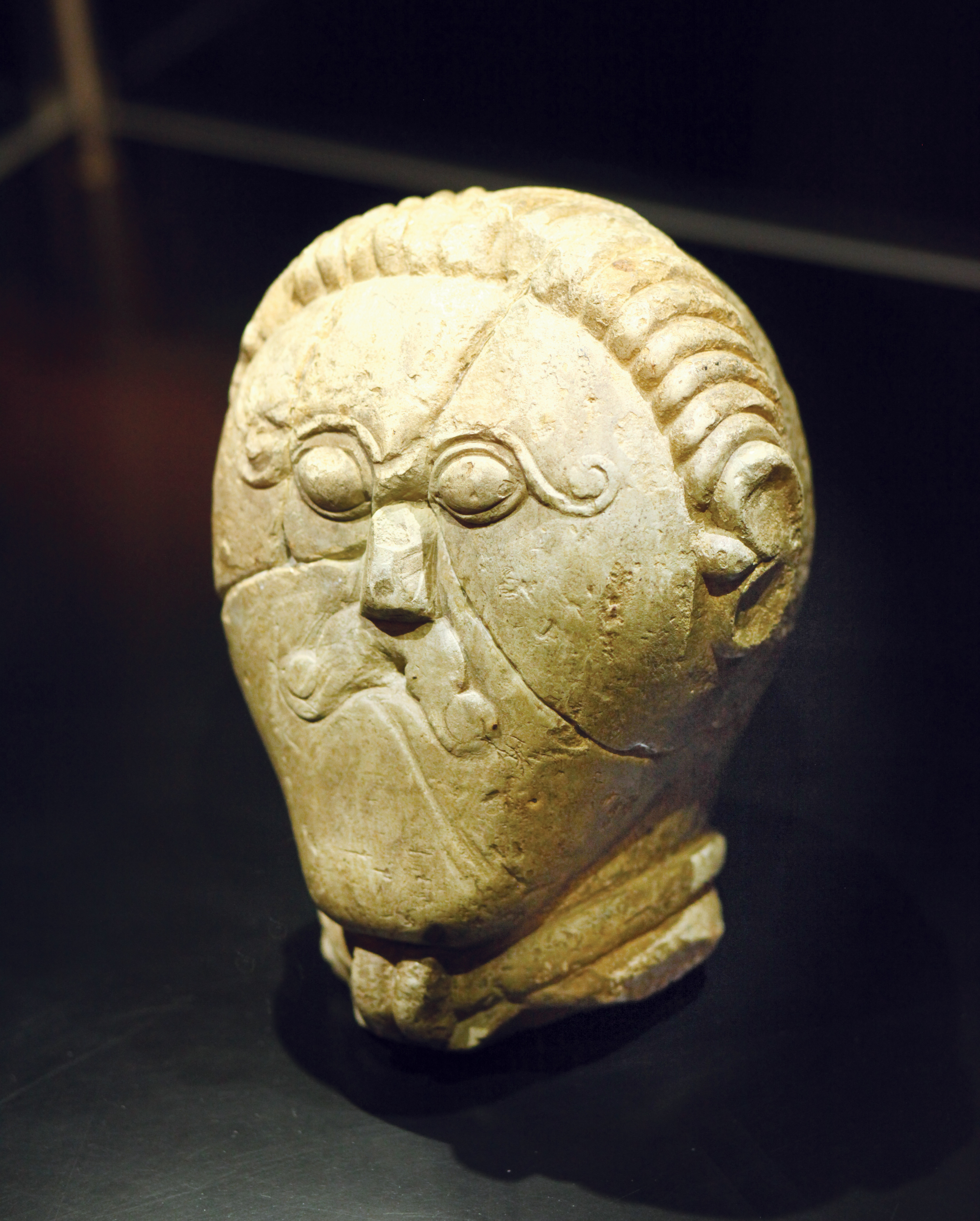
Laténská socha z Mšeckých Žehrovic

Archeologie (z řečtiny: αρχαίος (archaios) = starý, λόγος (logos) = slovo, řeč) je věda studující minulé lidské společnosti prostřednictvím archeologických pramenů. Mezi ně patří lidské výtvory (artefakty), ale i zbytky přírodního původu, které byly člověkem neúmyslně ovlivněné (ekofakty). V kontrastu k historiografii se tudíž jedná o hmotné, nikoliv písemné prameny.
Archeologie patří k těm několika málo vědním disciplínám, které jsou schopné interpretovat minulost lidstva z doby před používáním písma, ale pomáhá také při porozumění mladším společnostem. Cílem je poznat minulé události lidských komunit a strukturu jejich chování - kulturu. Kromě archeologie se podobným úkolům věnují i jiné vědní obory, zejména kulturní a sociální antropologie, paleoantropologie či fyzická antropologie. Mezi další disciplíny pomáhající archeologii patří archeobotanika, archeozoologie, paleoekologie a historická ekologie, geologie, historiografie, historická geografie a další.
Samotná archeologie se dělí na množství podoborů, definovaných buď obdobím nebo určitým tématem, kterému se ten či onen podobor věnuje, např.: pravěká archeologie, klasická archeologie, středověká archeologie, církevní archeologie, archeologie krajiny a podobně. Další odvětví, jako např. experimentální archeologie nebo letecká archeologie, využívají navíc některé specifické přístupy.

## Dějiny bádání
Archeologie je poměrně mladým vědním oborem, který má své počátky až v 18. a 19. století. Navazuje však na mnohem starší tradici sběru starožitností, která byla rozvíjena již v období renesance. Zámožní mecenáši, mezi něž patřil i císař Rudolf II., vytvářeli ze zajímavých předmětů celé kabinety kuriozit. Ojediněle byly také zaznamenávány první popisy pozůstatků antických staveb a měst nebo nepřehlédnutelných pravěkých megalitů. V Anglii a Walesu působil v této době John Leland, zatímco některá česká hradiště popsal Václav Hájek z Libočan.

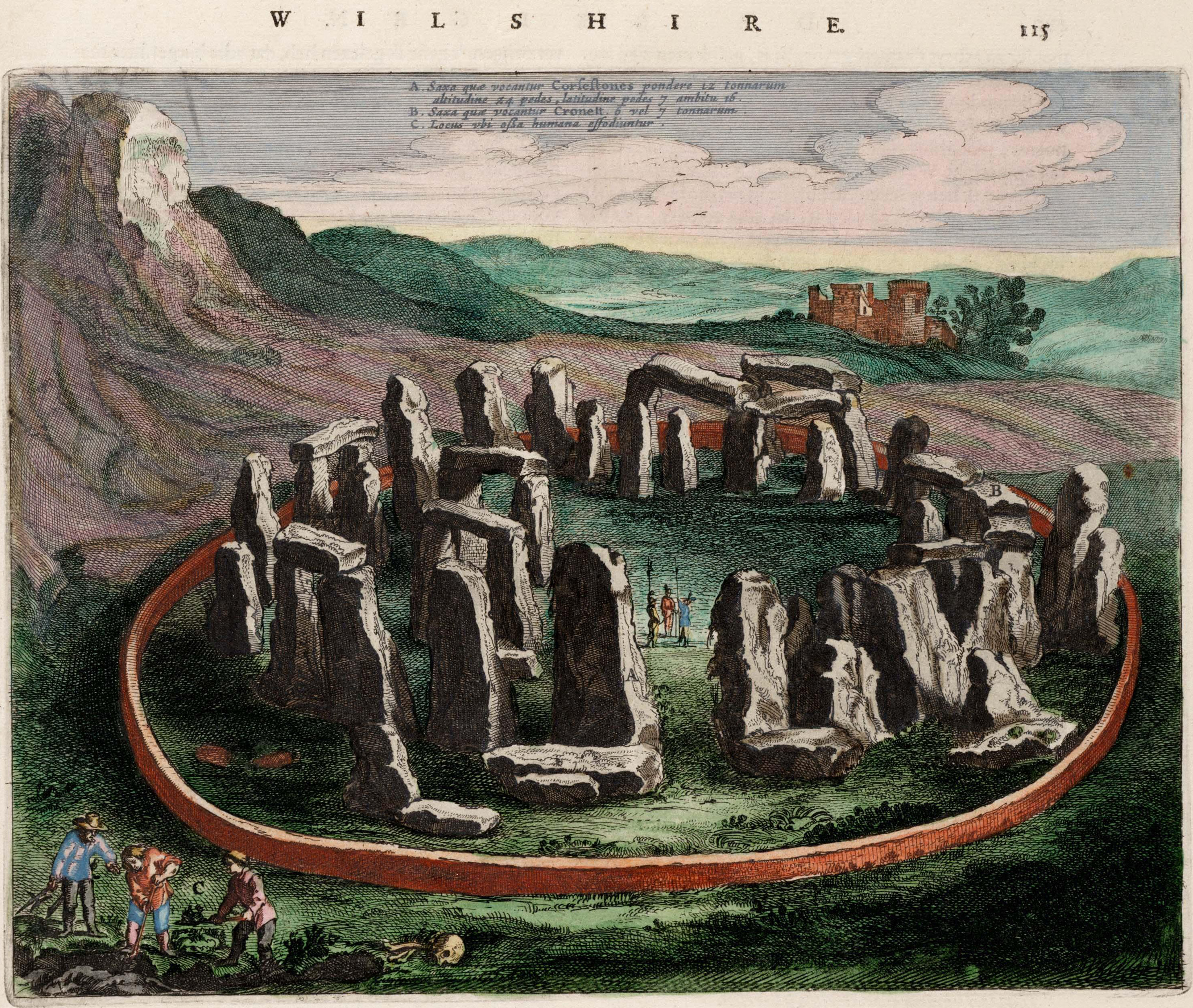
Stonehenge kolem roku 1645

První kroky k systematickému poznávání minulosti vědeckou cestou byly učiněny v době osvícenství v 18. století. Nálezy přestaly být vnímány jako pouhé kuriozity a začaly být spojovány se skutečnou historií. V tomto období také byly prováděny první vykopávky, stále především na výrazných monumentech, jako je např. Stonehenge nebo Pompeje. Množství památek v jižní Anglii prozkoumal a zaznamenal na konci 17. století John Aubrey. Antickým památkám se v první polovině 18. století systematicky věnoval Johann Joachim Winckelmann.
Za zakladatele české archeologie může být považován Karel Josef Biener z Bienbergu, který kromě provádění výzkumů v okolí Hradce Králové také koncem 18. století vydal první katalog pravěkých nálezů v Čechách. Významným představitelem osvícenského období archeologie je rovněž Josef Dobrovský, který poprvé označil archeologické památky jako plnohodnotný pramen k poznání minulosti. Velký zájem o archeologii vyvolal objev Podmokelského pokladu v roce 1771.
Rozvoj archeologie v 19. století byl v českých zemích podpořen národním obrozením. Podobně jako v ostatních evropských zemích přispívala archeologie k hledání původu vlastního národa a k prokazování jeho dlouhé a bohaté tradice. Byla to doba romantického nazírání na minulost i doba vzniku prvních muzeí (Národní muzeum v Praze bylo založeno roku 1818). Archeologie hledala odpovědi na otázky, kladené historiky a nálezy byly spojovány s etniky, známými z písemných pramenů (ve střední Evropě se Slovany, Germány či Kelty).  Mezi představitele romantické archeologie patří Matyáš Kalina z Jäthensteinu, autor nejstarší archeologické mapy Čech, dále správce první archeologické sbírky Národního muzea Josef Vojtěch Hellich nebo jeden z prvních profesionálních archeologů na světě a současně od roku 1850 první profesor archeologie na Karlově univerzitě Jan Erazim Vocel. Ten se také v roce 1854 zasadil o založení nejstaršího českého odborného časopisu, který pod názvem Památky archeologické vychází dodnes.
Závěr 19. století v Čechách poznamenal spor archeologie muzejní a univerzitní. Představitelem Národního muzea byl v té době Josef Ladislav Píč, který prováděl množství výzkumů především ve středních Čechách a který díky nim vybudoval rozsáhlou archeologickou sbírku. Jeho odpůrcem byl univerzitní profesor a zakladatel Archeologického ústavu Lubor Niederle. Na Moravě v této době působil Jindřich Wankel (vedl výzkumy v Býčí skále a v Předmostí u Přerova), na počátku 20. století pak Jaroslav Palliardi.

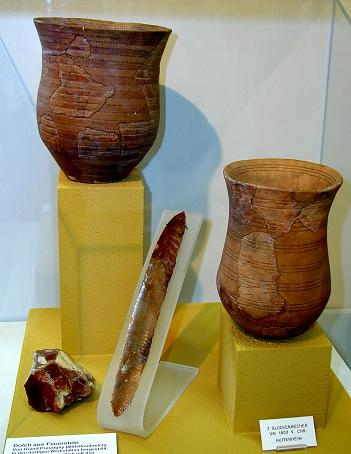
Artefakty kultury zvoncovitých pohárů

Na konci 19. století se začaly i v archeologii prosazovat myšlenky o evoluci, které roku 1859 publikoval Charles Darwin. Tato evolucionistická archeologie, která přinesla první členění pravěku na různá období, se však v českých zemích příliš neprosadila. Přesto byla přijata třídobá periodizace pravěku, kterou rozpracoval dánský archeolog Christian Thomsen a postupně také využití stratigrafie pro dataci nálezů.
Na počátku 20. století však již pomalu pronikaly myšlenky kulturně-historické archeologie, které pak tomuto oboru dominovaly nejméně do 60. - 70. let, ale mnohdy i déle. V této době byly rozpracovány teorie o původu početných archeologických kultur, o migracích a míšení etnik i o šíření nejrůznějších předmětů, znalostí a dovedností. Zejména před druhou světovou válkou byly tyto myšlenky často i silně ovlivněny nacionalismem. Ze zahraničních badatelů jsou typickými představiteli tohoto pojetí Gustaf Kossinna, Gordon Childe nebo Józef Kostrzewski.
V českých zemích během první poloviny 20. století prudce klesá podíl amatérských archeologů a vývoj oboru přechází do rukou profesionálů. S rostoucím počtem výzkumů se také zdokonaluje způsob jejich provádění a dokumentace. Mezi vedoucí představitele meziválečné a poválečné archeologie patří v Čechách Jan Filip, Jiří Neustupný, Jaroslav Böhm, Bedřich Dubský nebo Albín Stocký.

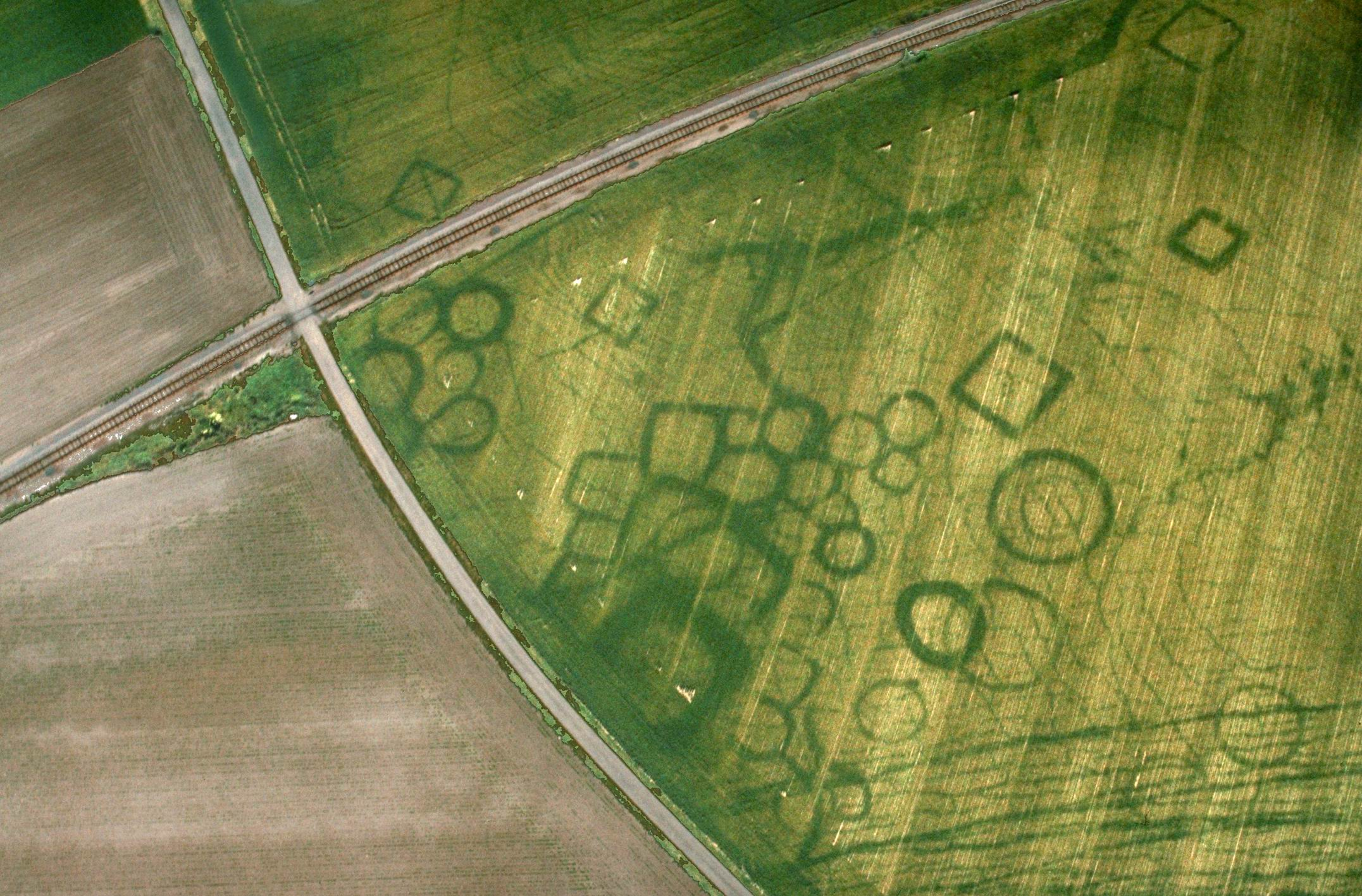
Pravěké hroby, zachycené leteckým snímkováním

V druhé polovině 20. století se počet archeologů zvyšuje. Bádání se kromě pravěku rozšiřuje také na období středověku a v závěru století i na etapu novověkou. Do Československa jen obtížně pronikají nové myšlenky procesuální archeologie, které prosazují Lewis Binford, David L. Clarke i Colin Renfrew. Ti postupně upouští od studia migrací a míšení jednotlivých kultur a soustředí se spíše na přírodní prostředí a společenské vztahy v minulosti. Z českých badatelů se tomuto pojetí přiblížili Bohumil Soudský, Evžen Neustupný nebo Jan Rulf. V souvislosti s výzkumem přírodních podmínek se v archeologii uplatnily přírodovědné metody, které umožnily životní prostředí studovat - např. paleoklimatologie, palynologie, dendrochronologie nebo radiokarbonové datování. Vznikl obor environmentální archeologie, studující vztah člověka a přírodního prostředí. Další nové přístupy byly umožněny technologickým rozvojem. Díky tomu mohlo dojít k širší aplikaci letecké archeologie, satelitních snímků, geografických informačních systémů nebo studia DNA. Mnohem většího využití se také dostalo nedestruktivním metodám výzkumu.

## Archeologické prameny

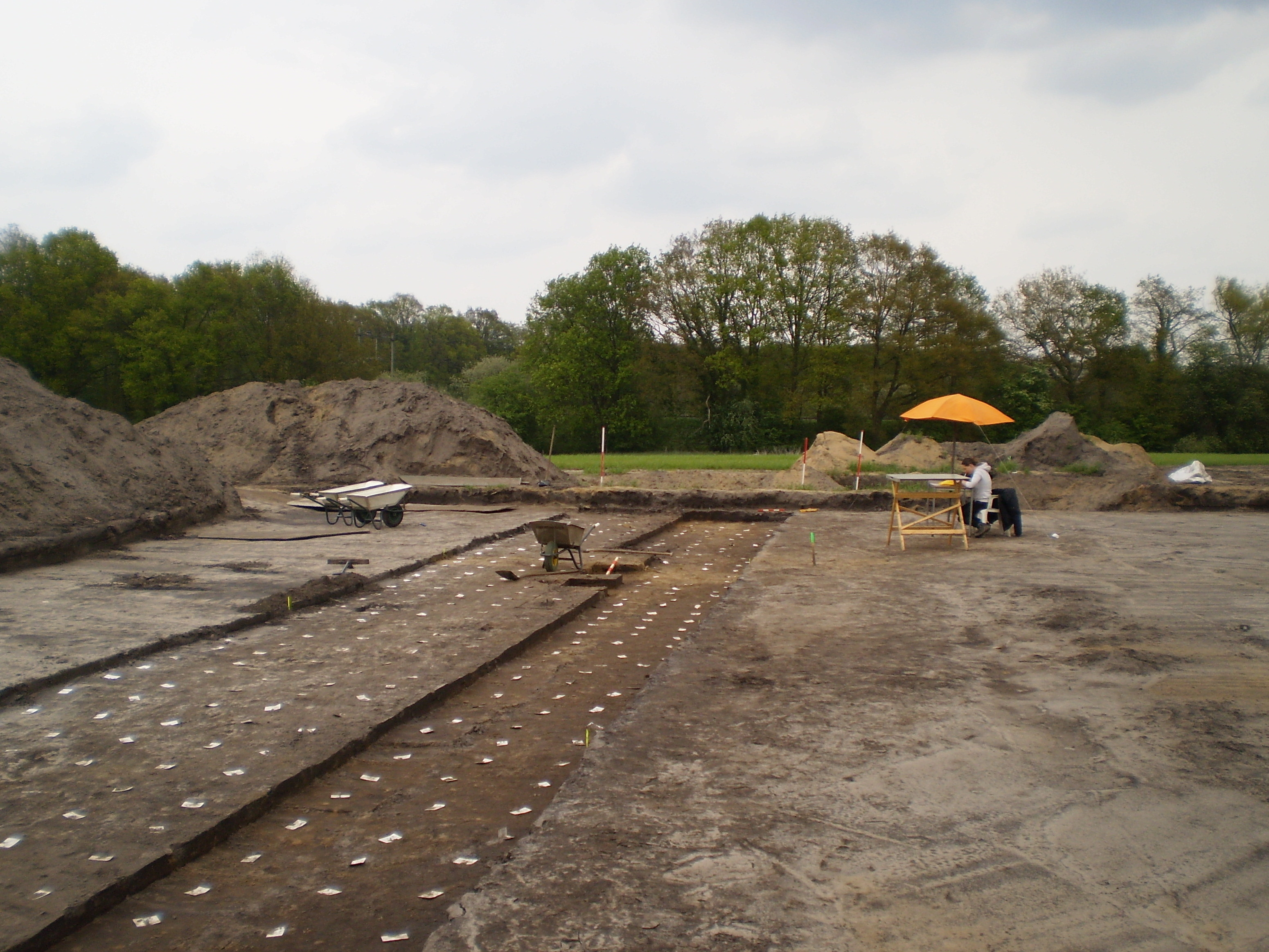
Archeologické naleziště Epse-Noord

Mezi archeologické prameny patří všechny hmotné předměty, které nesou nepsanou informaci o lidském světě v minulosti. Písemnými a obrazovými prameny se zabývá historiografie a ikonografie, doklady o minulosti z doby před vznikem člověka studuje paleontologie a geologie, lidským ostatkům se věnuje antropologie. Pro poznání minulosti je však vhodné poznatky různých vědních oborů kombinovat. Archeologické prameny se nachází zpravidla v zemi, mohou však být zachyceny i přímo na povrchu nebo pod vodou.
Předměty, které člověk záměrně vytvořil, se nazývají artefakty. Jedná se například o nádoby, oděv nebo dům. Předměty, které vznikly bez záměrného působení člověka jako vedlejší produkt jeho činnosti, jsou ekofakty. Patří mezi ně například uhlíky z vyhaslého ohniště, vyšlechtěná hospodářská zvířata i současná podoba lidského těla. Kromě artefaktů a ekofaktů studují archeologové i přírodní prameny, které člověk nevytvořil ani neovlivnil, ale mohou vypovídat o životě v minulosti. Např. pylová zrna nebo jezerní sedimenty lze využít k rekonstrukci minulého životního prostředí. Takové prameny přináší historická klimatologie, geologie, hydrologie či pedologie.
Archeologické prameny však prochází různými transformacemi a kvůli tomu se mění jejich kvalita i kvantita. Množství informací, které lze pozorovat v živé kultuře (například při etnografickém výzkumu), je v archeologických pramenech nenávratně ztraceno a badatelé na ně usuzují pouze nepřímo. Využívají přitom určité postupy, které vliv transformací minimalizují a které se společně nazývají archeologická metoda.
Archeologické prameny se většinou nacházejí značně porušené, ve zlomcích a mnohdy i na jiném místě než na jakém byly původně používány. Mnohé prameny také téměř beze zbytku zanikají. Zatímco kamenné nástroje nebo keramické střepy se mohou dochovat prakticky nepoškozené, předměty z organických materiálů - dřeva, kůže či tkaniny - se při archeologických výzkumech nalézají jen vzácně.

### Datování archeologických pramenů
Archeologie využívá větší množství metod, které umožňují archeologické nálezy datovat. Tyto metody lze rozděllit na relativní a absolutní. Zatímco relativní metody dokáží pouze rozlišit, co je starší a co mladší, absolutní metody datování umožňují určit přesné časové období, z nějž archeologický pramen pochází (tisíciletí, století, rok).
Jedním ze základů relativního datování v archeologii je stratigrafie, která studuje vztahy mezi jednotlivými vrstvami archeologických uloženin a určuje, které jsou starší a které mladší. Druhým pilířem relativního datování je typologie, sledující vývoj vzhledu artefaktů v čase.
Metody absolutního datování zahrnují celou škálu přístupů, využívajících moderní přírodovědné poznatky. Jednotlivé metody mají odlišnou přesnost i dosah (některé lze uplatnit jen pro stovky let staré nálezy, zatímco jiné dokáží datovat i miliony let staré artefakty). Mezi nejužívanější metody patří radiokarbonové datování, luminiscenční metody a dendrochronologie.
V počátcích archeologie, kdy neexistovaly jiné možnosti datování, se odborníci opírali především o typologii. Záhy začaly výsledky své práce ověřovat pomocí stratigrafie. Teprve v druhé polovině 20. století bylo možné poznatky relativních metod možné ověřit absolutním datováním. Přesto relativní datování stále neztrácí na významu a využívá i moderních matematických přístupů.

## Metody výzkumu
Archeologie se snaží zakládat svá tvrzení na základě tzv. archeologických pramenů. Pro jejich získávání se většinou volí postup destruktivního archeologického výzkumu, tj. ohledání místa, provedení archeologických vykopávek, deskripce nálezových okolností a nálezů (obecně analýza), syntéza a následné vyvození závěru (interpretace). Terénní dokumentace a výsledky laboratorní analýzy tvoří velmi podstatnou součást archeologické dokumentace.
Dalším přístupem je tzv. nedestruktivní archeologie, kdy zpravidla nedochází k jakémukoli (nebo jen minimálnímu) porušení terénu a archeologických situací. Využívá se například leteckého snímkování při hledání člověkem ovlivněného reliéfu krajiny, nebo specializovaných detektorů pro zjištění fyzikálních či chemických anomálií dané lokality. Nedestruktivní archeologie se také dá využít v místech, kde není možné z jakýchkoli důvodů provést destruktivní archeologický výzkum.
Oba tyto dva způsoby archeologického výzkumu se navzájem doplňují, každý přináší jiný a v jistých směrech jinak omezený druh informací.

## Právní úprava archeologie

### České právo
Pro archeologii v Česku jsou klíčové tři právní normy:
- Zákon č. 20/1987 Sb., o státní památkové péči (tzv. Památkový zákon; zejména § 21–24)
- Zákon č. 183/2006 Sb., o územním plánování a stavebním řádu (tzv. stavební zákon; zejména § 18 a § 176)
- Úmluva o ochraně kulturního dědictví Evropy (tzv. Maltská konvence)

Podle této současné právní úpravy smí archeologické výzkumy na území Česka provádět pouze Archeologický ústav Akademie věd České republiky (v Praze nebo v Brně) a oprávněné organizace (muzea, ústavy památkové péče, univerzity, soukromoprávní organizace), které mají k této činnosti povolení od Ministerstva kultury ČR a dohodu s Akademií věd ČR. Pouze tyto organizace mohou také provádět vyhledávání archeologických movitých památek pomocí detektorů kovů, jiných detekčních přístrojů a metod. Ostatní fyzické a právnické osoby, zájmová sdružení a jiné skupiny terénní archeologický výzkum provozovat nemohou, včetně detekční činnosti, sledující výskyt kovových předmětů na území s archeologickými nálezy; pokud tak činí, je jejich činnost nelegální a může být potrestána pokutou až ve výši 4 miliony Kč. Výjimkou jsou zcela nedestruktivní přístupy jako letecké snímkování či povrchový průzkum.
Kdokoliv, kdo náhodně zachytí archeologický nález mimo archeologický výzkum, jej musí neprodleně ohlásit Archeologickému ústavu nebo nejbližšímu muzeu. Nález a jeho bezprostřední okolí pak musí ponechat beze změn až do příchodu odborníka. Jakákoliv stavební činnost v Česku je zatížena povinností umožnit archeologický výzkum na dotčené ploše, pokud se jedná o území s archeologickými nálezy. Stavebníci přitom musí Archeologickému ústavu oznamovat budoucí stavbu již v době její přípravy. Je-li stavebníkem právnická nebo podnikající fyzická osoba, hradí od roku 1992 náklady záchranného archeologického výzkumu. V případě soukromé stavební činnosti fyzických osob (např. stavba vlastního rodinného domu) hradí náklady organizace, provádějící archeologický výzkum.

### Mezinárodní právo
Ke sjednocení standardů evropské archeologie byla vytvořena Úmluva o ochraně kulturního dědictví Evropy. Jednotlivé státy, které k této dohodě přistoupily, se zavázaly chránit archeologické památky, vytvářet podmínky pro jejich ochranu a upřednostňovat nedestruktivní výzkumné postupy. Maltská konvence je v případě kolize nadřazena právním úpravám jednotlivých států. Úmluva byla uzavřena ve Vallettě, 16. ledna 1992, pro Českou republiku vstoupila v platnost dne 23. září 2000.

## Etika archeologie
V archeologii vyvstává řada etických otázek jako je problém vlastnictví nalezených předmětů, možnost zásahu do kontextu, ve kterém jsou předměty uloženy, možnost zásahů do prostředí a možnost interpretace archeologických nálezů, které zejména pro prehistorii tvoří hlavní oporu poznání. Ne vždy je proto jasné, jestli dochované kovové, keramické nebo jiné předměty vykreslují dobře celý obraz doby.
Jednou z významných zásad je fakt, že archeologové nejsou majiteli archeologického dědictví, nýbrž jeho správci. V souladu s tímto předpokladem pak musí s archeologickým dědictvím nakládat a zajistit jeho ochranu i prezentaci tak, aby se vynaložené veřejné prostředky veřejnosti přiměřeným způsobem vracely (pořádání výstav, přednášek, příprava populárních publikaci, televizních a rozhlasových pořadů, apod.)
V 21. století převažuje snaha o omezení terénních zásahů na nezbytné minimum. Většina archeologických výzkumů proto upřednostňuje nedestruktivní metody a k rozsáhlejším odkryvům obvykle ochází jen v případě ohrožení památek stavební činností. Archeologické výzkumy také musí být prováděny jako nezisková činnost a nepřípustné je rovněž obchodování s archeologickými nálezy.